# Ajaw

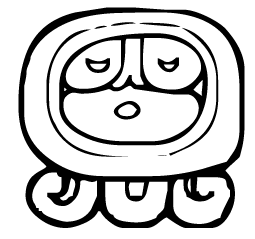
logogramma del 20º giorno del Tzolkin, Ajaw (versione tipica delle iscrizioni monumentali).

Ajaw (anche ahau o ahav nella vecchia ortografia) era una carica politica maya attestata dalle epigrafi precolombiane, con un significato interpretabile di “signore”, “legislatore”, “re” o “condottiero”. Il termine indica una delle classi dominanti e non era rapportata ai singoli individui. Poiché agli Ajaw erano attribuite anche funzioni religiose, era utilizzato anche per indicare membri appartenenti al clero Maya. La variante k'uhul ajaw ("Signore divino") indica il leader principale di un ordinamento politico, sebbene l'estensione del controllo territoriale e di influenza di un Ajaw variasse notevolmente. Il termine poteva essere riferito anche ad una persona che avesse una sorta di supremazia su di un'altra persona, dinastia o anche Stato. Il titolo era dato anche alle donne, sebbene generalmente preceduto dal segno Ix ("donna") per indicare il loro genere.  
Il vocabolo deriva dalle lingue Maya, e è noto che fosse in uso in molte di queste, anche nello stesso periodo, come anche nelle lingue che da quelle Maya ne sono derivate. “Ajaw” è l'ortografia modernizzata secondo la revisione degli standard della Academia de Lenguas Mayas nel 1994 in Guatemala, ed ora ampiamente adottata dai “Mayanisti”. Priva della standardizzazione era comune scrivere “Ahau”, seguendo l'ortografia del XVI secolo dello Yucateco nella trascrizione spagnola.
“Ajaw” (oppure “Ajpu′”) è anche il nome del 20º giorno dello tzolk'in.  
Studi condotti nel 2003 sulle rovine di San Bartolo dimostrano che già nel 200 aC esisteva il titolo di “Ajaw” in quanto è stato trovato questo glifo in un'iscrizione, anche se potrebbe darsi che sia stato utilizzato inizialmente per rappresentare “ahpú”, parte del nome del dio Hunahpu 